# Siegfried De Doncker
Siegfried "Sieg" De Doncker (Leuven, 11 juli 1989) is een Vlaams presentator en acteur.
De Doncker werd in 2013 een van de presentators in de Ketnet-televisieserie Helden, naast Maureen Vanherberghen, Dempsey Hendrickx en Nico Vanhole. De jeugdserie was zo populair dat er ook twee langspeelfilms met de Helden als acteurs volgden, in februari 2016 Helden van de Zee, een film die een Ensor voor beste jeugdfilm won, en in oktober 2017 Helden Boven Alles. In 2020 volgde nog een korte herneming na de eerste lockdown waar de vier Helden in Heldentoeren zes weken lang op Ketnet kinderen terug buiten kregen.
Naast Helden was De Doncker tot 2017 presentator in Vlaanderen Vakantieland en 1000 zonnen. Van oktober 2017 tot 2019 presenteerde hij met de hulp van de zussen Ozanne en Guillemine Mertens op Vitaya drie seizoenen van het programma Een Frisse Start met vtwonen. Van 2018 tot 2020 assisteerde hij "backstage" An Lemmens twee seizoenen bij The Voice Kids. In 2019 presenteerde hij samen met Olga Leyers het eerste Vlaamse seizoen van De wereld rond met 80-jarigen, waarin het duo met acht 80-jarigen een wereldreis maakte door acht verschillende landen en hen het mooiste moment van hun leven lieten beleven. Van 2021 tot 2023 vertolkte hij de rol van Koen Peyskens in Familie. Sinds januari 2024 is hij te zien in de telenovelle Milo in de rol van Lou Somers.
Daarnaast had hij ook wat kortere televisieopdrachten. In 2017 werd hij derde in het vierde seizoen van het zangprogramma Steracteur Sterartiest. In 2018 was hij te zien in het televisieprogramma Boxing Stars. In 2021 was hij te zien als een spoedarts in Lisa en als een bewakingsagent in De Familie Claus 2. In 2022 nam hij deel aan De Verraders op VTM.

## Televisie
- Helden (2012-heden) - als zichzelf
- Helden van de race (2016) - als zichzelf
- Vlaanderen Vakantieland - als presentator
- 1000 zonnen - als presentator
- Steracteur Sterartiest (2017) - als kandidaat
- Een Frisse Start met vtwonen (2017-2019) - als presentator
- Boxing Stars (2018) - als kandidaat
- The Voice Kids (2018-2020) - als presentator
- De Wereld Rond met 80-jarigen (2019) - als presentator
- Heldentoeren (2020) - als zichzelf
- Lisa (2021) - als spoedarts
- Familie (2021-2023) - als Koen Peyskens
- Huis Gemaakt (2022) - als zichzelf
- De Verraders (2022) - als bondgenoot (3 afl.)
- De Verraders: De Ronde Tafel (2023) - als oud-kandidaat
- Milo (2024-heden) - als Lou Somers
- De kotmadam (2024) - als Merlijn Floers
- Single Bells (2024) - als Laurent

## Film
- Helden van de Zee (2016) - als zichzelf
- Helden Boven Alles (2017) - als zichzelf
- De Familie Claus 2 (2021) - als bewakingsagent

## Privé
Sinds 2019 vormt De Doncker een koppel met zijn Helden-collega Maureen Vanherberghen. Ze hebben twee kinderen.